# Alex Roelofs
Alex Roelofs (14 december 1950) is medeoprichter van de in 1974 opgerichte Amsterdamse groep de Nits.
In 1980 verliet Roelofs de Nits om diverse redenen (reizen, gezondheid) en startte zijn eigen opnamestudio, PPM Studio in Amsterdam. In deze studio werd een aantal platen en demo's opgenomen, waaronder diverse van Blue Murder en Loïs Lane. Van de laatste groep viel vooral het nummer "Amsterdamned" op, dat later werd gebruikt bij de gelijknamige film van Dick Maas. Deze track werd opnieuw opgenomen in de Wisseloord Studio's.
In 1989 kwam er een solo-cd uit: A.L.X: Tenderness of Cranes. De cd werd vooral in het Verenigd Koninkrijk goed verkocht, in Nederland bleef het een verzamelaarsobject. In 2009 verscheen de cd The Odd Men Out (on the Poppy Parade), die werd gemaakt tezamen met Michiel Peters (ook ex-Nits). Van deze cd was de beperkte oplage uitsluitend via speciale kanalen te verkrijgen.
Sinds 2008 houdt Roelofs zich bezig met trainingen voor persoonlijke ontwikkeling (onder meer NLP), oplossingsgericht werken en systemisch werk.